# Serie B 1955/1956
Soutěžní ročník Serie B 1955/1956 byl 24. ročník druhé nejvyšší italské fotbalové ligy. Konal se od 18. září 1955 do 10. června 1956. 
Nejlepší střelec se stal italský hráč Aurelio Milani (Simmenthal-Monza), který vstřelil 23 branek.

## Události
Ze Serie A sestoupilo Udinese a Catania, kvůli korupci a ze Serie C postoupilo Bari a Livorno. Udinese, které v minulé sezoně bojovalo o titul v nejvyšší lize, tak sezonu začalo výborně a hned vedla soutěž. Poté se střídalo ve vedení s Palermem, ale na konci sezony obsadilo 1. místo o dva body lépe než Siciliané, kteří postoupili po 2 letech do nejvyšší ligy. Nováček soutěže Livorno obsadilo předposlední sestupové místo a poslední místo obsadil klub ze Salerna, které sestoupilo do Serie C po 24 letech.

## Účastníci
| Klub              | Město       | Stadion                      | Trenér                                                                                        | Minulá sezona                |
| ----------------- | ----------- | ---------------------------- | --------------------------------------------------------------------------------------------- | ---------------------------- |
| Alessandria       | Alessandria | Stadio Giuseppe Moccagatta   | Pietro Scamuzzi (1.–4. kolo) Luigi Allemandi + Luciano Robotti (5. kolo) Mario Sperone        | 15. místo v Serii B          |
| Bari              | Bari        | Stadio della Vittoria        | Francesco Capocasale                                                                          | 1. místo v Serii C (postup)  |
| Brescia           | Brescia     | Stadium di viale Piave       | Osvaldo Fattori                                                                               | 5. místo v Serii B           |
| Cagliari          | Cagliari    | Stadio Amsicora              | Silvio Piola                                                                                  | 9. místo v Serii B           |
| Catania           | Catania     | Stadio Cibali                | Piero Andreoli (1.–7. kolo) Enzo Bellini                                                      | 11. místo v Serii A (sestup) |
| Como              | Como        | Stadio Giuseppe Sinigaglia   | Hugo Lamanna                                                                                  | 6. místo v Serii B           |
| Legnano           | Legnano     | Stadio di via Carlo Pisacane | Ugo Innocenti                                                                                 | 4. místo v Serii B           |
| Livorno           | Livorno     | Stadio Comunale              | Mario Magnozzi (1.–13. kolo) Mario Zidarich (14.–15. kolo) Mario Villini                      | 2. místo v Serii C (postup)  |
| Marzotto Valdagno | Valdagno    | Stadio dei Fiori             | Rudolf Hiden (1.–26. kolo) Antonio Colomban                                                   | 8. místo v Serii B           |
| Messina           | Messina     | Stadio Giovanni Celeste      | Manlio Bacigalupo                                                                             | 7. místo v Serii B           |
| Modena            | Modena      | Stadio Comunale              | Paolo Todeschini (1.–8. kolo) Giuliano Grandi                                                 | 3. místo v Serii B           |
| Palermo           | Palermo     | Stadio La Favorita           | Carlo Rigotti                                                                                 | 13. místo v Serii B          |
| Parma             | Parma       | Stadio Ennio Tardini         | Ivo Fiorentini                                                                                | 10. místo v Serii B          |
| Salernitana       | Salerno     | Stadio Donato Vestuti        | Antonio Valese (1.–8. kolo) Mario Saracino (9. kolo) Antonio Valese (10. kolo) Mario Saracino | 12. místo v Serii B          |
| Simmenthal-Monza  | Monza       | Stadio "Città di Monza"      | Pietro Rava                                                                                   | 14. místo v Serii B          |
| Taranto           | Taranto     | Stadio Valentino Mazzola     | Mario Perazzolo                                                                               | 11. místo v Serii B          |
| Udinese           | Udine       | Stadio Moretti               | Giuseppe Bigogno                                                                              | 16. místo v Serii B          |
| Verona            | Verona      | Stadio Marcantonio Bentegodi | Federico Allasio (1. –1. kolo) Angelo Piccioli                                                | 16. místo v Serii B          |

## Tabulka
| Poř. | Tým               | Z  | V  | R  | P  | VG | OG | B  |
| ---- | ----------------- | -- | -- | -- | -- | -- | -- | -- |
| 1.   | Udinese           | 34 | 21 | 7  | 6  | 66 | 31 | 49 |
| 2.   | Palermo           | 34 | 17 | 13 | 4  | 41 | 34 | 47 |
| 3.   | Como              | 34 | 17 | 9  | 8  | 54 | 33 | 43 |
| 4.   | Simmenthal-Monza  | 34 | 17 | 9  | 8  | 44 | 29 | 43 |
| 5.   | Catania           | 34 | 14 | 12 | 8  | 42 | 28 | 40 |
| 6.   | Cagliari          | 34 | 15 | 10 | 9  | 51 | 45 | 40 |
| 7.   | Brescia           | 34 | 11 | 12 | 11 | 34 | 43 | 34 |
| 8.   | Modena            | 34 | 10 | 13 | 11 | 46 | 38 | 33 |
| 9.   | Alessandria       | 34 | 11 | 10 | 13 | 40 | 36 | 32 |
| 10.  | Verona            | 34 | 12 | 8  | 14 | 45 | 49 | 32 |
| 11.  | Bari              | 34 | 13 | 5  | 16 | 45 | 44 | 31 |
| 12.  | Messina           | 34 | 11 | 9  | 14 | 41 | 45 | 31 |
| 13.  | Taranto           | 34 | 10 | 11 | 13 | 34 | 39 | 31 |
| 14.  | Legnano           | 34 | 10 | 10 | 14 | 40 | 47 | 30 |
| 15.  | Parma             | 34 | 10 | 8  | 16 | 36 | 46 | 28 |
| 16.  | Marzotto Valdagno | 34 | 10 | 7  | 17 | 30 | 48 | 27 |
| 17.  | Livorno           | 34 | 7  | 8  | 19 | 37 | 64 | 22 |
| 18.  | Salernitana       | 34 | 4  | 11 | 19 | 30 | 57 | 19 |

Poznámky
- Z = Odehrané zápasy; V = Vítězství; R = Remízy; P = Prohry; VG = Vstřelené góly; OG = Obdržené góly; B = Body
- za výhru 2 body, za remízu 1 bod, za prohru 0 bodů.
- při rovnosti bodů se rozhodovalo na základě poměru gólů (vstřelené góly ÷ obdržené góly).

|  | Postup do Serie A |
|  | Sestup do Serie C |

## Střelecká listina
| Pořadí | Jméno             | Klub             | Branky |
| ------ | ----------------- | ---------------- | ------ |
| 1.     | Aurelio Milani    | Simmenthal Monza | 23     |
| 2.     | Tullio Ghersetich | Udinese          | 22     |
| 3.     | Giuseppe Secchi   | Cagliari         | 16     |
| 4.     | Eros Baccalini    | Bari             | 15     |
| 4.     | Per Bredesen      | Udinese          | 15     |
| 6.     | Paolo Bettolini   | Legnano          | 14     |
| 6.     | Luigi Bretti      | Bari             | 14     |
| 6.     | Sebastiano Buzzin | Verona           | 14     |
| 9.     | Paolo Erba        | Parma            | 13     |
| 10.    | Giorgio Barbolini | Modena           | 12     |